# Château de Montbrun (Montbrun-des-Corbières)
Pour les articles homonymes, voir Château de Montbrun.
Le château de Montbrun est un château fort ruiné des XIIe et XVe siècles, situé sur une butte dominant le bourg de Montbrun-des-Corbières dans l'Aude.

## Description
Le château de Montbrun est un ancien château fort perché au sommet du village. Démoli par son acquéreur à partir de 1824, il ne reste presque plus rien, à part quelques pierres et la forme d'une motte.
Au XVIIIe siècle, le châtelain qui représente le seigneur possédait une maison adossée au château devenu inhabitable. 
Le bourg était clos de remparts dont il reste des vestiges.

## Historique
Durant la période gallo-romaine, Montbrun des Corbières était une place forte sur la voie Aquitania qui allait de Narbonne à Bordeaux.
Au XIe siècle, il existe une motte féodale et des maisons sont mentionnées aux abords.

### Famille de Montbrun
En 1175, une famille des seigneurs de Montbrun est mentionnée pour la première fois. Elle était constituée de notables qui siégeaient au consulat de Narbonne où il vivaient. Ils étaient représentés par un châtelain et un procureur.
Ce château de Montbrun paraît avoir fait partie en 1229 de l’hommage de Roger de Franco de Casali au comte de Foix, Roger-Bernard II. Il est ensuite cité en 1263 dans le dénombrement des possessions que le comte de Foix tenait du roi de France : « Item, castrum de Montebruno ; et villarium de Castelono, et nemora de Argan ; et castra de Camarada et de Montefano. ».[réf. nécessaire]
En 1209, Montbrun devint une des trente-et-une baronnies de la vicomté de Narbonne.
En 1272, première apparition d'une communauté villageoise près du  Castrum de Montbruno.
Durant la période de la Croisade des Albigeois, le seigneur de Montbrun est dépossédé de ses biens par Simon de Montfort. Ce fut son fils Amaury de Montfort qui restitua le château au vicomte de Narbonne. Le château avait un châtelain qui occupait les lieux ainsi qu'un viguier.
Au XIIIe siècle, l'évêque de Narbonne autorise l'édification d'une chapelle près du château-fort. Elle fut consacrée à Notre-Dame. La chapelle devient le siège d'un archiprêtre.
1389 - 1589 : Montbrun en Minervois (la paroisse est à la limite entre le Minervois et les Corbières).

### Famille de Trégoin
La seigneurie arrive par mariage en possession de Pierre-Antoine de Trégoin, seigneur de Montbrun en 1625. Jean-Pierre de Trégoin, puis Jean-Hyacinthe de Trégoin lui succèdent et portent le titre de vicomte de Montbrun en 1693. 
Marie-Gabrielle de Trégoin, petite fille de l'ingénieur Antoine Niquet, apporte en dot Montbrun par son mariage avec Antoine Pascal de Saint-Félix, fils d'autre Antoine Pascal, et d'Isabeau de Gothias.

### Famille Pascal de Félix
Leur fils, Hyacinthe-Xavier-Joachim-Antoine Pascal, marquis de Saint-Félix et seigneur de Montbrun, lui succède. Il épouse Anne-Marie-Madeleine du Bois-des-Cours de la Maisonfort, fille d'Alexandre du Bois-des-Cours de la Maisonfort, marquis de la Maisonfort, seigneur de Bertry et de Catherine de Chicogneau. Il meurt en 1790 et sa veuve en 1824. 

### Famille Boutet
Le château-fort est alors vendu à Antoine Boutet, dont la maison est attenante au château et est démantelée. Les pierres du château servent alors à la construction de la métairie Boutet sur le lieu-dit Le Clus.